# 平和十原則
平和十原則（へいわじゅうげんそく、英: ten principles for peace）は、1955年4月18日にインドネシアのバンドンで開催されたアジア・アフリカ会議（ＡＡ会議、バンドン会議）で打ち出された原則を内容とする文書。非同盟運動の精神にもなった。

## 一覧
前年発表された平和五原則をふまえたもので、以下の十項目。
1. 基本的人権と国連憲章の趣旨と原則を尊重する。
2. 全ての国の主権と領土保全を尊重する。
3. 全ての人類の平等と大小全ての国の平等を承認する。
4. 他国の内政に干渉しない。
5. 国連憲章による単独または集団的な自国防衛権を尊重する。
6. 集団的防衛を大国の特定の利益のために利用しない。また、いかなる国も他国に圧力を加えない。
7. 侵略または侵略の脅威・武力行使によって、他国の領土保全や政治的独立をおかさない。
8. 国際紛争は平和的手段によって解決する。
9. 相互の利益と協力を促進する。
10. 正義と国際義務を尊重する。

## 参照
1. ↑  Panchsheel - The Ministry of External Affairs